# Manuel García Parra
Manuel García Parra fue un actor español nacido en el Madrid del siglo XVIII.
Su nombre completo era Manuel de García Villanueva Hugalde y Parra. Es autor, además, de un Manifiesto por los teatros españoles y sus actores, publicado en 1788, y un tratado sobre declamación.

## Historia
Hijo de Juan Antonio García, violinistas de orquesta, y hermano de la también actriz María García, las primeras noticias de su vida profesional lo sitúan en Cádiz. En 1782 trabaja como sobresaliente con la compañía de Juan Ponce en Madrid; y seis años después ya es primer galán en la de Eusebio Rivera en el estreno de El gracioso picado de Ramón de la Cruz. En 1794 se casó con la actriz y cantante Lorenza Correa, y emprendieron juntos una serie de giras por Francia e Italia, aunque no ha quedado noticia de su separación si la hubo. Sí se sabe que García Parra abandonó los escenarios en 1807.

## Obra
Se le considera autor de una zarzuela en tres actos: Vencer a Marte sin Marte. Fábula de Cadmo y Harmonía. También se le atribuyó el manuscrito de Morir por no vivir con honra, comedia que en realidad parece que escribió Damián de Meneses, autor del siglo XVII.
Más importantes pueden considerarse sus aportaciones como teórico y sociólogo del fenómeno teatral en su tiempo, con dos tratados titulados: Manifiesto por los teatros españoles y sus actores (1788) y Origen, épocas y progresos del teatro español: discurso histórico (1802). Entre las actividades que ejerció como comisionado de la compañía unificada del Teatro de la Cruz, reivindicó algunos derechos para los cómicos y puso sobre el papel el agravio comparativo que hacía de los actores individuos socialmente inútiles, a pesar de ser trabajadores que ponían en escena 'rectos modelos de conducta', y por qué sin embargo "no era deshonor para los autores de las obras y sí lo era representarlas".